# روبي لافاييت
روبي لافاييت (بالإنجليزية: Ruby Lafayette)‏ هي ممثلة أمريكية، ولدت في 22 يوليو 1844 في الولايات المتحدة، وتوفيت بنفس المكان في 3 أبريل 1935.

## وصلات خارجية
- روبي لافاييت على موقع IMDb (الإنجليزية)
- روبي لافاييت على موقع أول موفي (الإنجليزية)
- روبي لافاييت على موقع قاعدة بيانات الأفلام السويدية (السويدية)
- روبي لافاييت على موقع قاعدة بيانات الفيلم (الإنجليزية)